# 葉尼卡河
葉尼卡河（烏克蘭語：Єника），是烏克蘭的河流，位於該國西南部，發源自基爾尼奇基，流經敖德薩州，最終注入卡特拉布赫湖，河道全長26公里，流域面積243平方公里。